# Kumadori
Kumadori (jap. 隈取り kuma-dori) – rodzaj mocnego, wyrazistego makijażu stosowanego w japońskim, tradycyjnym teatrze kabuki do gwałtownych, pompatycznych ról stylu aragoto. 

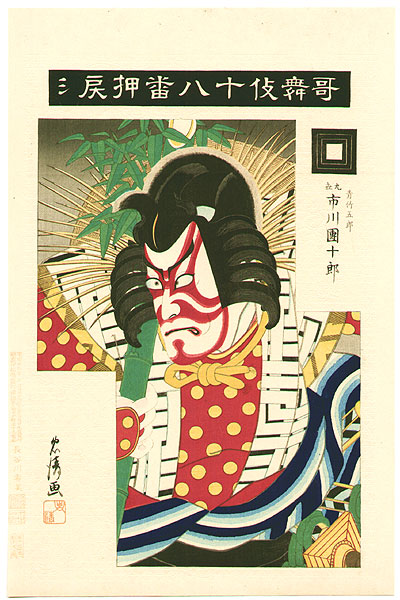
Tadakiyo Torii (1847–1929), drzeworyt przedstawiający aktora Danjūrō Ichikawa IX w makijażu kumadori, 1896 r.

Makijaż kumadori składa się zazwyczaj z pasków lub wzorów na białym podkładzie, kolorów i wzorów symbolizujących postać aktora. Linie maluje się pędzlem lub palcem aktora, a następnie dodaje dodatkowy kolor, aby przyciemnić linię i zwiększyć jej moc. Różne role wymagają odmiennych wzorów i kolorów. Kolor czerwony oznacza bohatera, sugeruje mięśnie i naczynia krwionośne. Niebieski jest używany dla nikczemnych dworzan z dworu cesarskiego, a brązowy dla postaci innych niż ludzie.